# Berga, Linköping

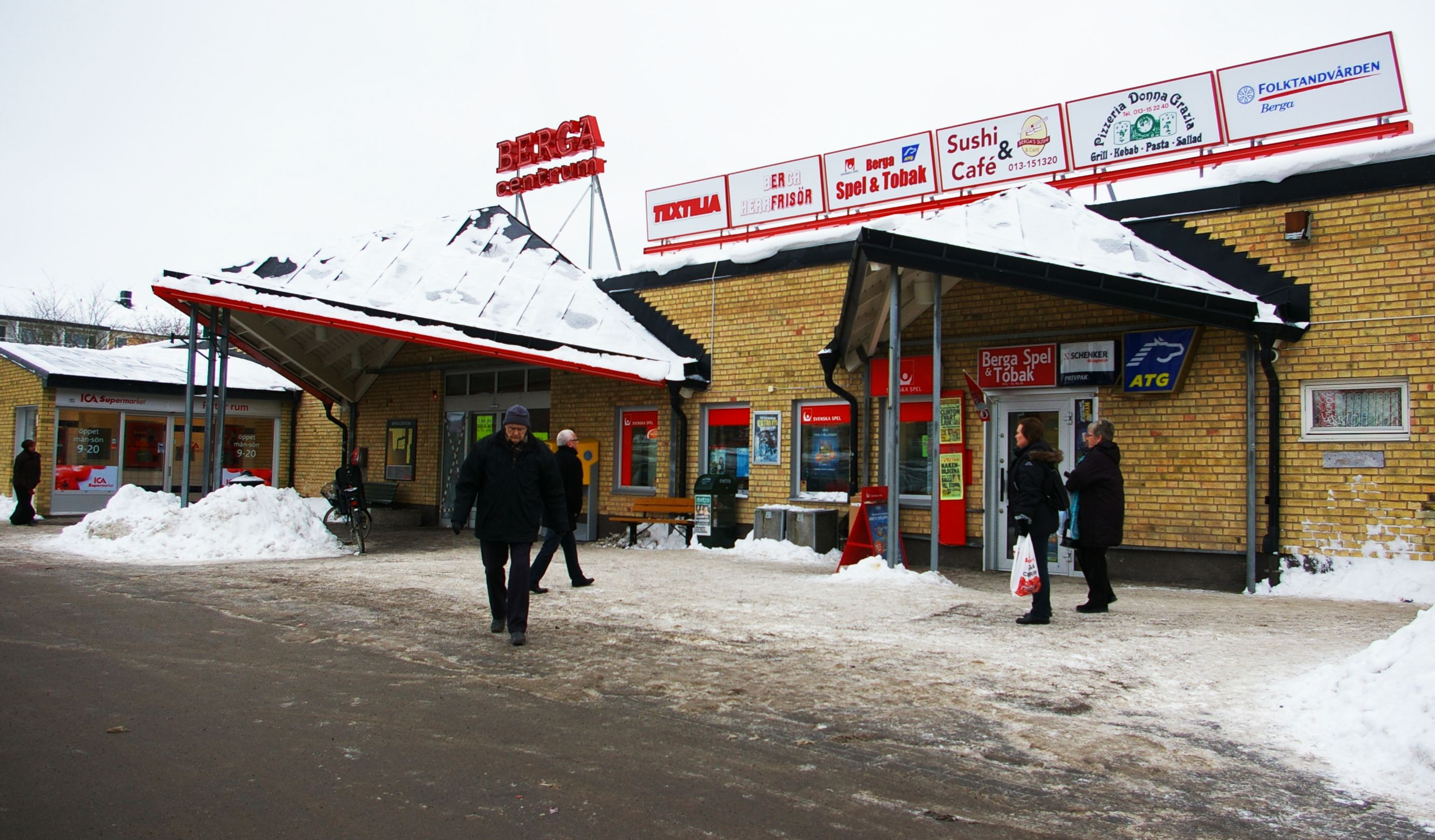
Berga centrum, med mataffär.

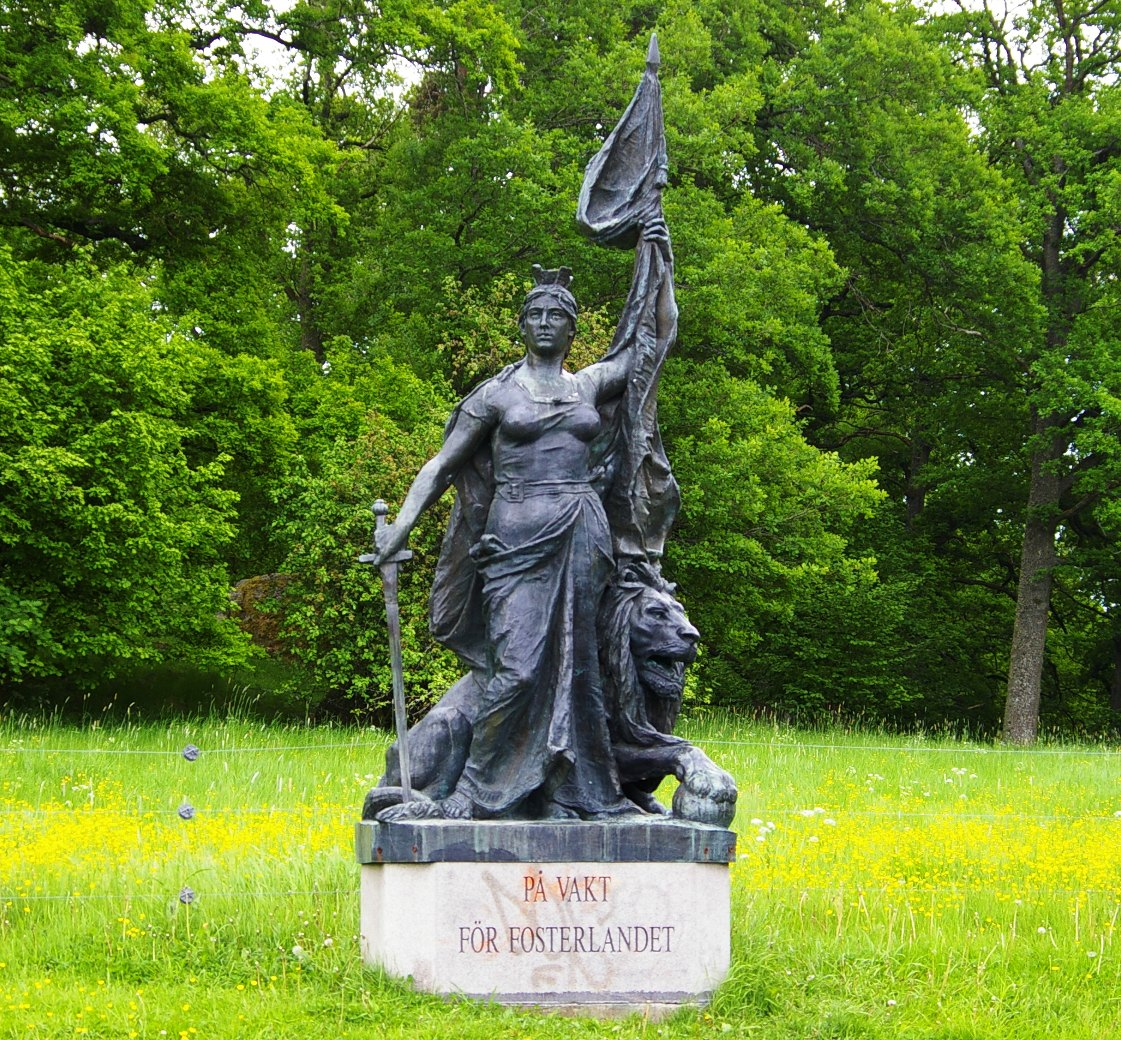
En staty i Berga, "Moder Svea" med texten På vakt för fosterlandet, av Alfred Nyström.

Berga är en stadsdel i södra Linköping.

## Om Berga
Stadsdelen ligger i södra delen av staden, vid Tinnerbäcken. Berga har ett centrum med livsmedelsaffär, frisör, café, pizzeria, spelbutik, vårdcentral, folktandvård och apotek. Här finns även Berga kyrka som har en rund arkitektur. 
Det föreligger planer på att förtäta de centrala delarna av Berga. Cirka 80% av bebyggelsen byggdes under 1960-talet som en del av miljonprogrammet. I Berga bor runt 7 100 invånare, och år 2020 hade 50,2% av invånarna utländsk bakgrund. Arbetslösheten var 12,8% år 2021.
I Berga, eller Österberga, bedrevs skolverksamhet på högstadienivå fram till sista sommarlovet 2009. Eleverna hade sedan 2005 successivt flyttats till Bäckskolan, Ånestadskolan, Ekholmsskolan, Berzeliusskolan och Rydskolan beroende på var de bodde. Bergaskolans aspergerklass flyttade till Berzeliusskolan.
Berga skola är nu riven och sedan en längre tid har marken blivit en plan ängsmark med enstaka kvarlämnade spår, det naturnära området avses nu bebyggas med bostäder.
Riksbyggen planerar att bygga "BRF Riddarsporren", 46 bostadsrätter på 2-6 rum, bestående av delvis höghus. Dessutom planerar HSB att bygga "Berga Park" med 90 bostadsrätter. Byggstart för Berga Park var satt 2008, men har ännu inte påbörjats. Ny projektstart är satt till 1 januari 2020 för "BRF Riddarsporren".
På en kulle mitt i området finns Berga minnespark, även kallad Berga skulpturpark, ett flertal skulpturer som skulle bli grunden till ett östgötskt Skansen, enligt grundaren Anton Ridderstad.

Berga Hage, med bland annat Linköpings vattentorn, ligger inte i området, utan i gränsande stadsdelen Ramshäll.

## Historia
Berga var en lantegendom vars huvudbyggnad från 1800-talet kallas Berga slott. Från dess veranda har man fri sikt till Linköpings domkyrka. Gården innehades av Anton Ridderstad, grundläggaren av Östergötlands länsmuseum, som avled 1933 och är en av Linköpings stora donatorer. På en intilliggande kulle inrättade Ridderstad en skulpturpark. Där finner man bland annat Alfred Nyströms Moder Svea.
Bostadsområdet Berga började bebyggas i slutet av 1950-talet. Folkmängden var 495 personer 1960 och som störst med 8994 personer 1968. Berga kyrka invigdes i april 1978.

## Gränsandestadsdelar
Berga gränsar till stadsdelarna Garnisonen, Ramshäll, Vimanshäll, Ekholmen och Vidingsjö.

## Berga i populärkultur
Lars Winnerbäck sjunger om stadsdelen Berga i ett par sånger, bland annat i "När Berga blev för trångt". Lars Winnerbäck växte upp i stadsdelen Vidingsjö som gränsar till Berga.